# Горяны (Брянская область)
Горяны — село в Унечском районе Брянской области в составе Ивайтёнского сельского поселения.

## География
Находится в центральной части Брянской области на расстоянии приблизительно 30 км на восток-юго-восток по прямой от вокзала железнодорожной станции Унеча.

## История
Впервые упоминалось в начале XVII века. В 1716 году упоминалось как село. Частично им владели Пучковские, Гудовичи (с 1734 до начала XIX века), Разумовские и другие. В первой половине XVII века упоминалась Зачатьевская церковь, в 1863 была построена деревянная Ми¬хайловская церковь (сохранилась). До 1781 — в составе Бакланской сотни Стародубского полка. В середине XX века работал колхоз «Пролетарий». В 1859 году здесь (деревня Мглинского уезда Черниговской губернии) учтено было 34 двора, в 1892—92.

## Население
Численность населения: 421 человек (1859 год), 641 (1892), 170 человек (русские 97 %) в 2002 году, 110 в 2010.